# ベスト・オブ・坂本龍一サウンドトラックス
『ベスト・オブ・坂本龍一サウンドトラックス』（ベスト・オブ・さかもとりゅういちサウンドトラックス、英語: Soundtracks）は、日本の作曲家である坂本龍一の5枚目のベスト・アルバム。
1993年3月31日にヴァージン・レコードからリリースされた。
本作は、坂本が1988年から1991年まで在籍していたヴァージン・ジャパンから発表された楽曲と音源を、時系列に収録されている。

## リリース
1993年3月31日にヴァージン・レコードから、ベスト・アルバム『ベスト・オブ・坂本龍一ヴァージン・トラックス』と同時にCDのみでリリースされた。
1995年6月28日にベスト・アルバム『ベスト・オブ・坂本龍一ヴァージントラックス』と同時にCDのみで再リリースされた。

## 批評
| 専門評論家によるレビュー | 専門評論家によるレビュー |
| レビュー・スコア         | レビュー・スコア         |
| 出典                     | 評価                     |
| ------------------------ | ------------------------ |
| CDジャーナル             | 肯定的                   |

『CDジャーナル』は、レビュアーが好きな映画を『シェルタリング・スカイ』のテーマソングを挙げ、「ひたひたと胸に迫るようなテーマが好き」と評したうえで、音楽性では「たとえようもなく壮大で優雅な雰囲気に浸れて、午後の紅茶タイムのBGMにも最適です」といずれも肯定的な評価を下している。

## 収録曲
| #         | タイトル                                                                                                   | 作詞      | 作曲                       | 収録作品                                         | 時間 |
| --------- | --- | --------- | -------------------------- | ------------------------------------------------ | ---- |
| 1.        | 「ラスト・エンペラー -テーマ-」(THE LAST EMPEROR -THEME-)                                                  |           | 坂本龍一                   | サウンドトラック『ラストエンペラー』             | 5:53 |
| 2.        | 「レイン」(RAIN (I WANT A DIVORCE))                                                                        |           | 坂本龍一                   | サウンドトラック『ラストエンペラー』             | 1:50 |
| 3.        | 「マンチューコー・パーティー (ライヴ)」(MANCHUKUO PARTY (LIVE))                                            |           | 坂本龍一                   | ライヴ・アルバム『プレイング・ジ・オーケストラ』 | 3:40 |
| 4.        | 「マンチューコー・ワルツ (ライヴ)」(MANCHUKUO WALTZ (LIVE))                                                |           | 坂本龍一                   | ライヴ・アルバム『プレイング・ジ・オーケストラ』 | 2:38 |
| 5.        | 「ザ・ベイビー」(THE BABY (WAS BORN DEAD))                                                                 |           | 坂本龍一                   | サウンドトラック『ラストエンペラー』             | 0:56 |
| 6.        | 「ホエア・イズ・アーモ」(WHERE IS ARMO?)                                                                   |           | 坂本龍一                   | サウンドトラック『ラストエンペラー』             | 2:27 |
| 7.        | 「メリー・クリスマス・ミスター・ローレンス -テーマ- (ライヴ)」(MERRY CHRISTMAS MR.LAWRENCE -THEME- (LIVE)) |           | 坂本龍一                   | ライヴ・アルバム『プレイング・ジ・オーケストラ』 | 4:39 |
| 8.        | 「ジャーミネイション (ライヴ)」(GERMINATION (LIVE))                                                        |           | 坂本龍一                   | ライヴ・アルバム『プレイング・ジ・オーケストラ』 | 2:54 |
| 9.        | 「ザ・シード・アンド・ザ・ソウァー (ライヴ)」(THE SEED AND THE SOWER (LIVE))                               |           | 坂本龍一                   | ライヴ・アルバム『プレイング・ジ・オーケストラ』 | 3:50 |
| 10.       | 「ライド・ライド・ライド (ライヴ)」(RIDE RIDE RIDE (LIVE))                                                 |           | スティーヴン・マッカーディ | ライヴ・アルバム『プレイング・ジ・オーケストラ』 | 2:08 |
| 11.       | 「ロンリネス」(LONELINESS)                                                                                 |           | 坂本龍一                   | サウンドトラック『シェルタリング・スカイ』       | 1:31 |
| 12.       | 「ザ・シェルタリング・スカイ -テーマ- (ピアノ・ヴァージョン)」(THE SHELTERING SKY -THEME- (PIANO VERSION)) |           | 坂本龍一                   | サウンドトラック『シェルタリング・スカイ』       | 4:17 |
| 13.       | 「オン・ザ・ヒル」(ON THE HILL)                                                                            |           | 坂本龍一                   | サウンドトラック『シェルタリング・スカイ』       | 6:09 |
| 14.       | 「グランド・ホテル」(GRAND HOTEL)                                                                          |           | 坂本龍一                   | サウンドトラック『シェルタリング・スカイ』       | 2:06 |
| 15.       | 「ザ・シェルタリング・スカイ -テーマ-」(THE SHELTERING SKY -THEME-)                                        |           | 坂本龍一                   | サウンドトラック『シェルタリング・スカイ』       | 5:18 |
| 16.       | 「ハイヒール」(TACONES LOJANOS)                                                                            |           | 坂本龍一                   | サウンドトラック『ハイヒール』                   | 1:58 |
| 17.       | 「ハイヒール -メイン・テーマ-」(HIGHHEELS -MAIN THEME-)                                                    |           | 坂本龍一                   | サウンドトラック『ハイヒール』                   | 3:03 |
| 合計時間: | 合計時間:                                                                                                  | 合計時間: | 合計時間:                  | 55:17                                            |      |

## リリース履歴
| No. | 日付          | 国名 | レーベル             | 規格 | 規格品番   | 備考   |
| --- | ------------- | ---- | -------------------- | ---- | ---------- | ------ |
| 1   | 1993年3月31日 | 日本 | ヴァージン・レコード | CD   | VJCP-28161 |        |
| 2   | 1995年6月28日 | 日本 | ヴァージン・レコード | CD   | VJCP-3111  | 再発盤 |